# Ткач, Татьяна Дмитриевна
Татьяна Дмитриевна Ткач (род. 30 сентября 1944) — советская и российская актриса театра и кино, заслуженная артистка РСФСР (1980), народная артистка Российской Федерации (2002), лауреат Государственной премии России (1999).

## Биография
Родилась в поселке  Зырянка (Якутия).  В 1965 году окончила Харьковский государственный институт искусств (театральный факультет, курс Т. К. Ольховского). В 1965—1967 гг. играла в Харьковском драматическом театре им. А. С. Пушкина.
В 1967—1968 гг. — актриса Ленинградского Большого Драматического театра имени М. Горького.
С 1971 года работает в Областном театре драмы и комедии (с 1991 — Театр на Литейном). Сотрудничает с «Русской антрепризой» имени Андрея Миронова (мать Головлёва в спектакле «Господа Г.»).

## Семья
Татьяна Ткач была замужем дважды.
- Первый муж — Владимир — главный инженер статуправления Ленинграда и Ленинградской области.
  - Дочь — Наталья (род. 1975) — адвокат.
    - Внук — Филипп (род. 2004)[2].
- Второй муж (с 1982) — актёр Вадим Ермолаев (1944—1997).
  - Сын — Руслан (род. 1983) — театральный художник[3].

## Творчество

### Роли в театре
- Фру Алвинг — «Привидения Генрика Ибсена» (Генрик Ибсен). Режиссёр — Геннадий Тростянецкий
- Дженни — «Все в саду», Э. Олби. Режиссёр — Ю. Николаев
- Фонсия Дорси — «Игра в джин», Режиссёр — И. Драка
- Тамара Александровна, жена Бессонова — «Любимая», С. Ясных. Режиссёр — Яков Хамармер
- Никулина Наташа — «Иск», А. Радлов. Постановка — Яков Хамармер, режиссёр — В. Осипов
- Мэртл — «Царствие земное», Теннесси Уильямс. Режиссёр — Кама Гинкас
- Маша — «Касатка», А. Толстой. Режиссёр — Ю. Николаев
- Молли — «Мышеловка», Агата Кристи. Режиссёр — Л. Белявский
- Марика — «Помощник прокурора», А. Чхаидзе. Режиссёр — Яков Хамармер
- Корали Верне — «Загнанная лошадь», Ф. Саган. Режиссёр — Э. Аракелов
- Кадрия — «Тринадцатый председатель», Ф. Абдуллин. Режиссёр — Кирилл Филинов
- Праксагора — «О, женщины!», Р. Мерль. Режиссёр — Яков Хамармер
- Миссис Форсайт — «Love for love. Любовь за любовь», Уильям Конгрив.
- Раиса Павловна Гурмыжская, богатая помещица — «Лес», А. Н. Островский. Режиссёр — Григорий Козлов
- Бабушка Тихонова — «Городской романс», М. Угаров. Режиссёр — Александр Галибин
- Фрозина — «Скупой», Ж.-Б. Мольер. Режиссёр — Геннадий Тростянецкий
- Королева Елизавета, жена Эдуарда IV — «Ричард III», В. Шекспир. Режиссёр — Яков Хамармер
- Амаранта — «Испанский священник», Дж. Флетчер. Постановка — Яков Хамармер
- Зоя — «Спроси самого себя», Г. Бокарев. Постановка — Яков Хамармер
- Марина — «Настоящий мужчина», В. Красногоров. Постановка — Яков Хамармер
- Залеская — «Ремонт», М. Рощин. Постановка — Вадим Голиков
- Ольга Борисовна — «Яков Богомолов», М. Горький. Постановка — В. Осипов
- Мадина — «Пеший человек», Мустай Карим. Постановка — Яков Хамармер
- Вера Газгольдер — «Дорога цветов», В. Катаев. Постановка — Яков Хамармер, режиссёр — Геннадий Руденко
- Мадам Аркати — «Сеанс», Н. Коуард. Режиссёр — Яков Хамармер
- Зина, горничная — «Собачье сердце», М. Булгаков. Постановка — Арсений Сагальчик
- Шура Шлезингер — «Тетрадь Юрия Живаго», Б. Пастернак. Режиссёр — Владимир Рецептер
- Фетинья — «Не было ни гроша, да вдруг алтын», А. Н. Островский. Режиссёр — Алла Полухина
- Нина — «51 рубль», А. Железцов. Режиссёр — Г. Васильев
- Жена Забелина — «Кремлёвские куранты», А. Тигай. Постановка — Юрий Мамин
- Клава — «Вера, Надежда, Любовь» (Карамболь), Ю. Князев. Постановка — Александр Галибин
- Марья Константиновна — «Дуэль», А. П. Чехов. Постановка — Арсений Сагальчик
- Наталия — «Театр Химер», Хосе Санчес Синистерра. Режиссёр — Михаил Бычков
- Арина Власьевна — «Отцы и дети», А. Шапиро по И. Тургеневу. Режиссёр — Георгий Цхвирава

### Роли в кино
- 1969 — Белое солнце пустыни — Зухра, любимая жена Абдуллы
- 1970 — Бег — Люська Корсакова
- 1973 — До последней минуты — Наталья Гайдай
- 1973 — Зарубки на память — Иоанна
- 1973 — Назначение — Вера
- 1977 — Золотая мина — Ирина Дроздовская, потерпевшая
- 1979 — Место встречи изменить нельзя — Анна Петровна Дьячкова, любовница Фокса
- 1980 — Экзамен (короткометражка)
- 1981 — 20-е декабря — Франциска, налётчица
- 1985  — Документ «P» (2-я серия) — Моника Эванс
- 1987 — Единожды солгав — Клавдия Петровна, журналистка (нет в титрах)
- 1987 — Железный дождь — молодуха
- 1992 — Билет в красный театр, или Смерть гробокопателя — Вера Гундризер, жена осуждённого диссидента
- 1996 — Мания Жизели — Мать Спесивцевой
- 1998 — Женская собственность — Мира, кинорежиссёр
- 1998 — Улицы разбитых фонарей—1 — Раиса Ивановна, сотрудник спецслужб (1 сезон, 19 серия - "Инстинкт мотылька")
- 2001 — Сёстры — бабушка
- 2001—2004 — Чёрный ворон — Анна Давыдовна, мать Ады
- 2002 — Ниро Вульф и Арчи Гудвин — миссис Орвин
- 2002 — Подружка Осень (Беларусь) — мать Александра
- 2002 — Спецотдел — Антонина Гамбарян
- 2002 — Улицы разбитых фонарей—4 — Эмма Владимировна Горошевич, бухгалтер
- 2003 — Бандитский Петербург. Фильм 5. Опер — Марина Вильгельмовна Ксендзова, народный судья (2003, 4 серия)
- 2003 — Линии судьбы — Белла Левинтон, продюсер
- 2003 — Мангуст — Дашаева
- 2003 — Удачи тебе, сыщик — мать Гурова
- 2004 — Легенда о Тампуке — мать Потрошилова
- 2004 — Мужчины не плачут — Мещерякова
- 2004 — Улицы разбитых фонарей—6 — Анна Владимировна
- 2004 — Шахматист — Люся Ковальчик, жена психиатра
- 2005 — Воскресенье в женской бане — Любовь
- 2005 — Братва (телесериал) (5-6 серии) — мадам Ступор
- 2005 — Мастер и Маргарита [серии 3, 4, 6] — жена Семплеярова
- 2005 — Решение проблем — Виктория Павловна
- 2005 — Риэлтор — Ольга Яковлевна, мама Коли
- 2006 — Сонька Золотая Ручка — старшая воспитательница
- 2007 — Антонина обернулась — иностранка
- 2008 — Васильевский остров — мать Ильи
- 2008 — Всё не случайно (Россия, Украина) — Зинаида Васильевна
- 2008 — Жена по контракту — Вера Павловна
- 2008—2011 — Литейный (2-5 сезоны) — Кошка, подруга Насти Мельниковой
- 2008 — Нирвана — Хозяйка квартиры
- 2008 — Моя старшая сестра (Украина, Россия) — Галина Алексеевна, мать Тани
- 2009 — 9 мая. Личное отношение (киноальманах) — Анна, мать Наташи
- 2009 — Брачный контракт — Вера Михайловна, тётя Кирилла
- 2009 — Вербное воскресенье — Екатерина Ашотовна, врач в Склифе
- 2009 — История зэчки — Олимпиада Александровна, бывшая певица, знакомая Крыловой
- 2009 — Счастливый конец — мама Алёны
- 2010 — Гаишники (Россия, Украина) — прокурор города, полковник
- 2010 — Цвет пламени — Татьяна Павловна, мама Андрея
- 2011 — Ветер северный — Альбина Григорьевна, мать Василия
- 2011 — Возмездие — хозяйка мотеля
- 2011 — Защита Красина—3 — Маргарита Кравчук, известная в прошлом актриса
- 2011 — Морские дьяволы. Судьбы — 2 — Элеонора, мать Колобка
- 2012 — Личные обстоятельства — Лариса, бывшая жена Сундукова
- 2012 — Опергруппа-2 — Зинаида Ильинична, бабушка Веры
- 2012 — Улицы разбитых фонарей—12. Фотограф по вызову (15-я серия) — Римма Дмитриевна, мама Рыданова
- 2013 — Трое в Коми (19-я серия) — Элла Тареева, бывшая подруга Розы
- 2014 — Ржавчина (24-я серия) — Анна, бывшая жена Кумова, мать Кости Владимирова
- 2014 — Наставник — Любовь Валерьевна, мать Кравцова
- 2014 — Марьина роща (2 сезон) — Дина Брониславовна[4]
- 2014 — Сердце ангела — Лариса Павловна
- 2018 — Мельник (7-8 серии) — Клавдия Петровна Цакова
- 2019 — Девичий лес — Юлиана Васильевна Грациевская (в тирах Юлия Васильевна), актриса на пенсии, соседка Аллы Друзеевой
- 2020 — Реализация-2 — Морган

эпизоды:
- 1990 Живая мишень
- 1995—1996 Уик-энд с детективом
- 2002 Время любить
- 2002 Дело в шляпе (4 фильм)
- 2003 Игра в модерн

## Награды и звания
- Народная артистка Российской Федерации (2002).
- Заслуженная артистка РСФСР (1980).
- Государственная премия Российской Федерации (1999) — за роль Раисы Гурмыжской в спектакле «Лес» по пьесе А. Н. Островского в постановке Григория Козлова.
- Премия «Золотой софит» в категории «Лучший актёрский ансамбль» (совместно с Еленой Немзер; 2006) — за дуэт в спектакле «Театр Химер» в постановке М. Бычкова[5].